# エフィッシモ・キャピタル・マネジメント
エフィッシモ・キャピタル・マネジメント（英語:  Effissimo Capital Management Pte Ltd）は、シンガポールに拠点を置く投資ファンド。日本企業への投資を主とするアクティビストであり、日本株の推定運用額は1兆円を超えるとされ、日本企業主体の投資ファンドでは、最大規模である。

## 概要
2006年6月、村上ファンドに勤務していた当時20代の高坂卓志、今井陽一郎が、村上世彰がニッポン放送株買い占めにかかる証券取引法違反（内部者取引）で逮捕、ファンドが閉鎖に追い込まれて間もなく、シンガポールに当社を設立した。2007年2月までには、同僚だった佐藤久彰も合流した。
設立後、アメリカ合衆国の大学基金を説得し、出資を取り付けることに成功。ミシガン州、バーモント州、ノースカロライナ州の退職年金基金やカナダ年金運用最大手のカナダ年金制度投資委員会、欧州合同原子核研究所（CERN）などの大口機関投資家の資産運用を担っている。
基本的な戦略としては、コーポレート・ガバナンスで問題を抱えている割安株の買い占めを行い、会社側への批判を開始、自己株買いなどに追い込んで高値売り抜けを図る村上ファンドのそれを踏襲しているが、村上がマスコミ相手に批判を展開し世論を巻き込む手口を多用したのに対し、エフィッシモは、正論で会社の非を論い、追い詰める手法を特徴としている。
 ペンシルベニア州公立学校職員退職年金基金（PSERS）が、2018年5月に開示した資料によると、2006年から2018年までの年平均実質利回りは12.9％と、同期間のMSCIジャパンインデックスの同2%を大きく上回る。

## 事例
エフィッシモ においては、純投資目的の株式保有も見られるが、経営陣への重要提案を行うこともあり、過度な敵対行為は避けるとしながらもその可能性を否定していない。
エフィッシモにとって緒戦となった2007年のダイワボウ情報システムの買い占めにおいては、親会社ダイワボウと親子上場を行なっており、コーポレート・ガバナンスに欠陥を抱えている点を指弾、ダイワボウに買い占めた株を引き取らせることに成功した。
川崎汽船においては、2016年の株主総会において、取締役選任案をめぐり経営側と対立。保有比率を4割近くまで高め、2019年に社外取締役を送り込むことに成功した。
特筆すべき事例として、2021年3月に東芝の臨時株主総会において、会社側が反対を表明していたエフィッシモによる株主提案の可決が挙げられる。東芝については、前年2020年の定時株主総会において、エフィッシモが提案した取締役選任案をめぐり、一部の議決権行使結果が反映されなかったほか、経済産業省参与とともに、ハーバード大学基金に対して議決権を行使しないように、圧力をかけていたことが発覚。東芝は、社内調査結果を公表したが、筆頭株主であるエフィッシモは、結果報告は不十分であるとして、定時総会の運営の適正性について独立した調査を求める提案を行い、他のアクティビストの賛同を得て可決され、日本企業のコーポレートガバナンスにおいて「画期的な出来事」と評された。同年6月の定時総会においては、総会前に内定していた太田順司監査委員長らの人事案を直前に取り消しに追い込み、取締役会議長の永山治ら2名の再任をも否決させ、日本の株主総会においては極めて異例とされた。

## 脚註
1. ↑  山下 耕太郎. “アクティビスト事例 エフィッシモ・キャピタル・マネジメント”. マネックス証券 2022年10月17日閲覧。
2. 1 2 3  谷口崇子、Min Jeong Lee、小田翔子 (2021年5月24日). “東芝臨時総会で鮮烈な一撃、ベールに包まれた投資ファンドの素顔”. Bloomberg 2022年10月17日閲覧。
3. 1 2   高橋篤史 (2017年1月27日). “日本企業を脅かす村上ファンドOB、想定外の苦戦相次ぐ…リコーや第一生命も買い占め”. Business journal 2022年10月17日閲覧。
4. 1 2   “物言う株主「エフィッシモ・キャピタル・マネジメント」とは”. M&Aオンライン. (2020年3月24日) 2022年10月17日閲覧。
5. ↑   “東芝の臨時総会が株主提案を可決、日本の企業統治に「画期的」”. ロイター通信. (2021年3月18日) 2022年10月17日閲覧。
6. ↑   小出大貴、鈴木康朗 (2021年3月18日3:42). “東芝の株主総会　永山・取締役会議長らの再任を否決”. 朝日新聞 2021年6月25日閲覧。